# Memorie di un conservatore
Memorie di un conservatore è un saggio di Sergio Romano del 2002.

## Contenuto
Il volume riporta una serie di appunti, osservazioni e riflessioni che hanno come sorgente l'esperienza dell'autore in oltre trent'anni di vita nella diplomazia italiana, i rapporti con diversi nostri governi succedutisi nel periodo. Questo oltre ad osservazioni e curiosità dei vari stati in cui ebbe la sede di rappresentanza.

## Edizioni
- Sergio Romano, Memorie di un conservatore, Longanesi, Milano 2002
- Sergio Romano, Memorie di un conservatore, TEA, Milano 2005